# 푸나카현

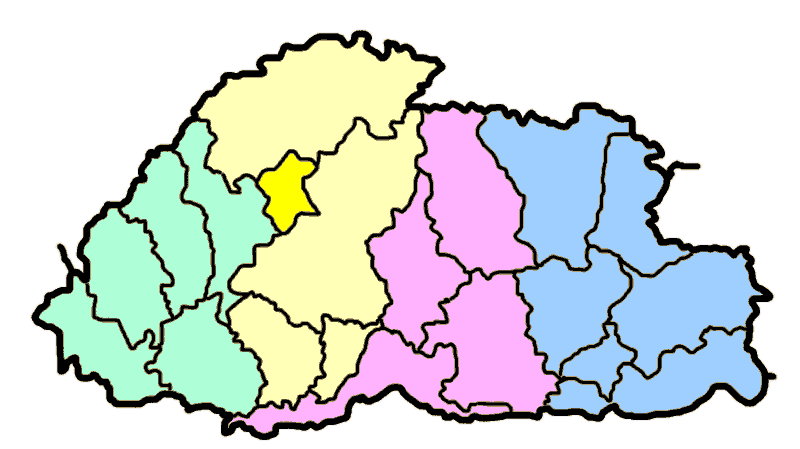
푸나카 현의 위치

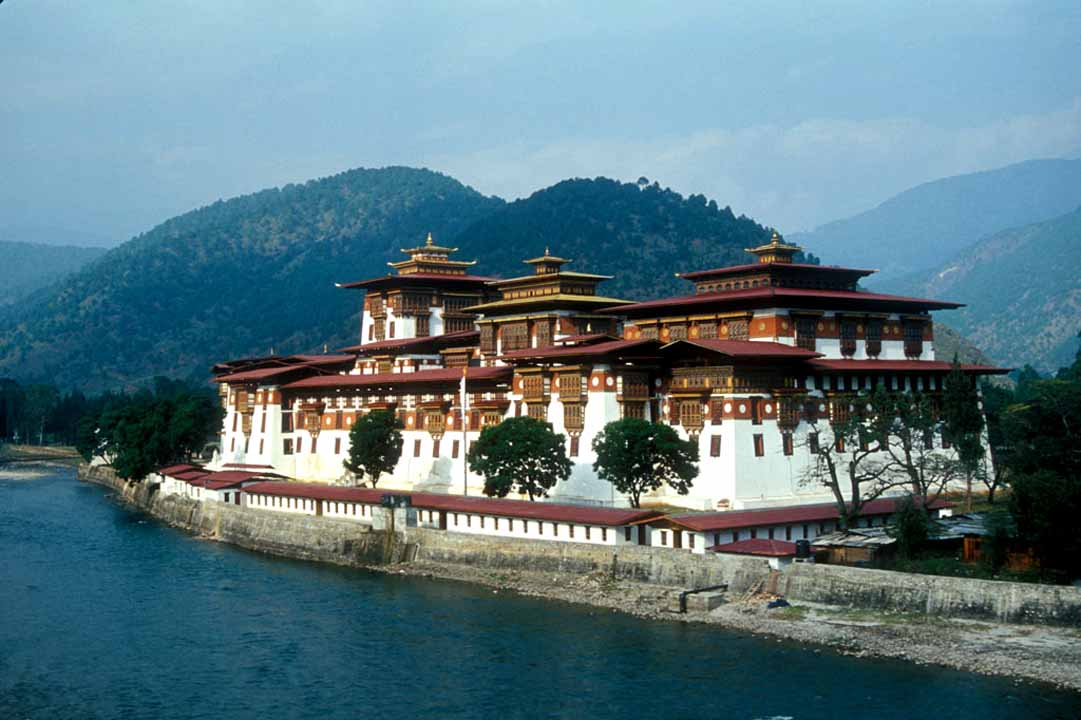
모 강 둔치에 세워진 푸나카 사원

푸나카현(종카어: སྤུ་ན་ཁ་རྫོང་ཁག་)은 부탄을 구성하는 20개 현(종카그) 가운데 하나로, 현청 소재지는 푸나카이며 면적은 845km2, 인구는 17,715명(2005년 기준)이다. 11개 게워그(바르프, 추부, 조모, 고엔샤리, 구마, 캅지사, 링무카, 솅가브지메, 탈로, 토에피사, 토에왕)를 관할한다.

푸나카 현
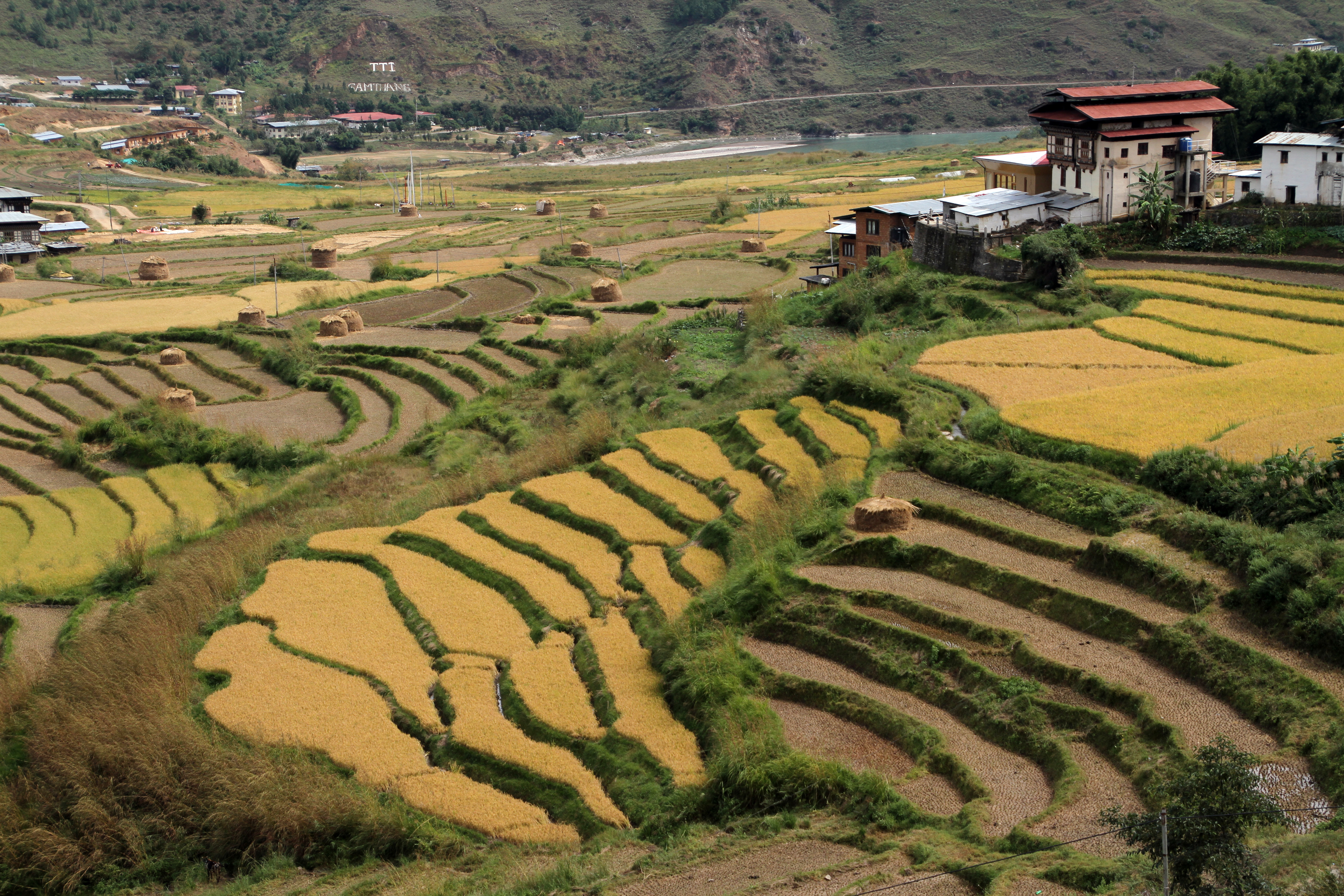
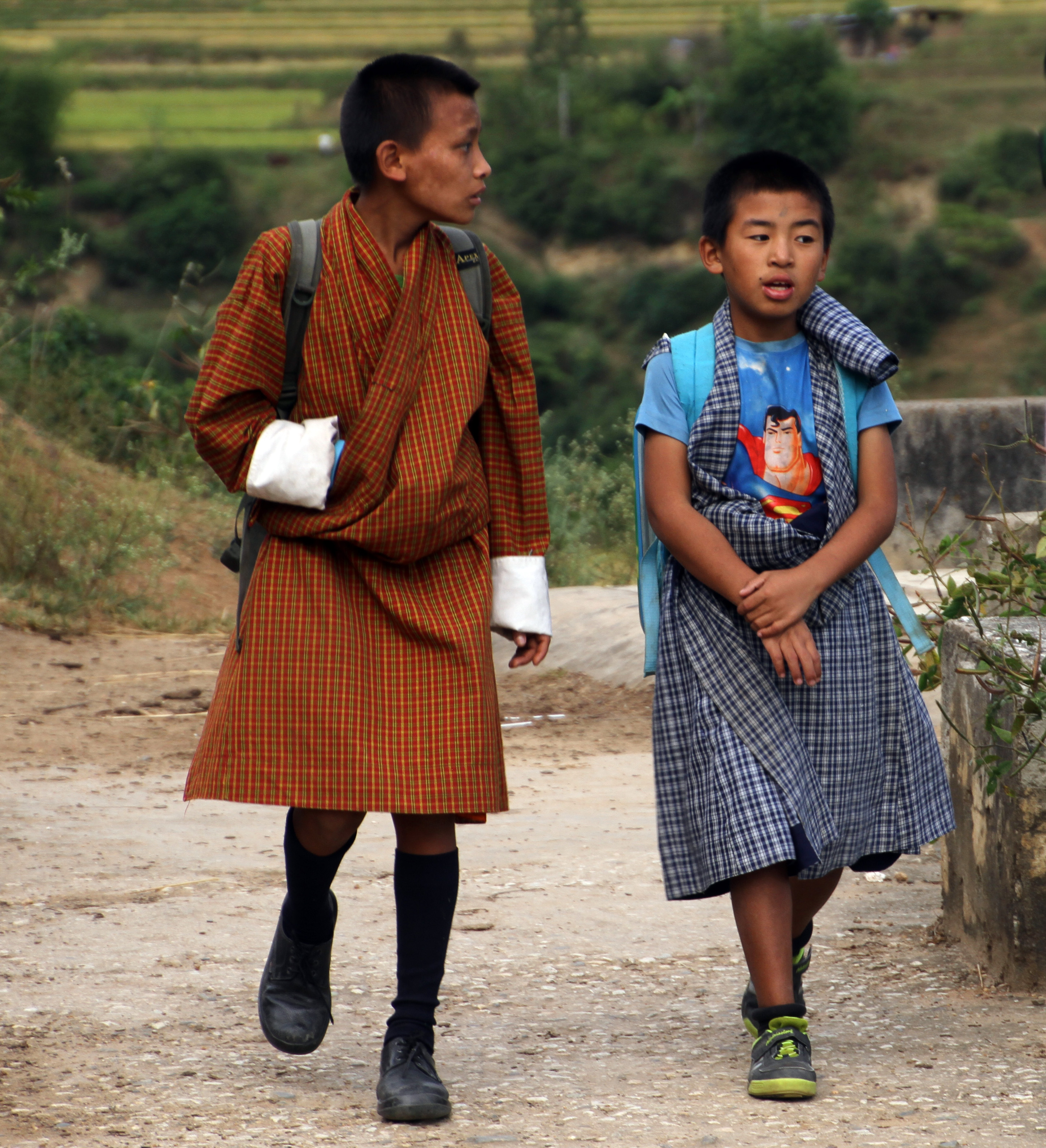
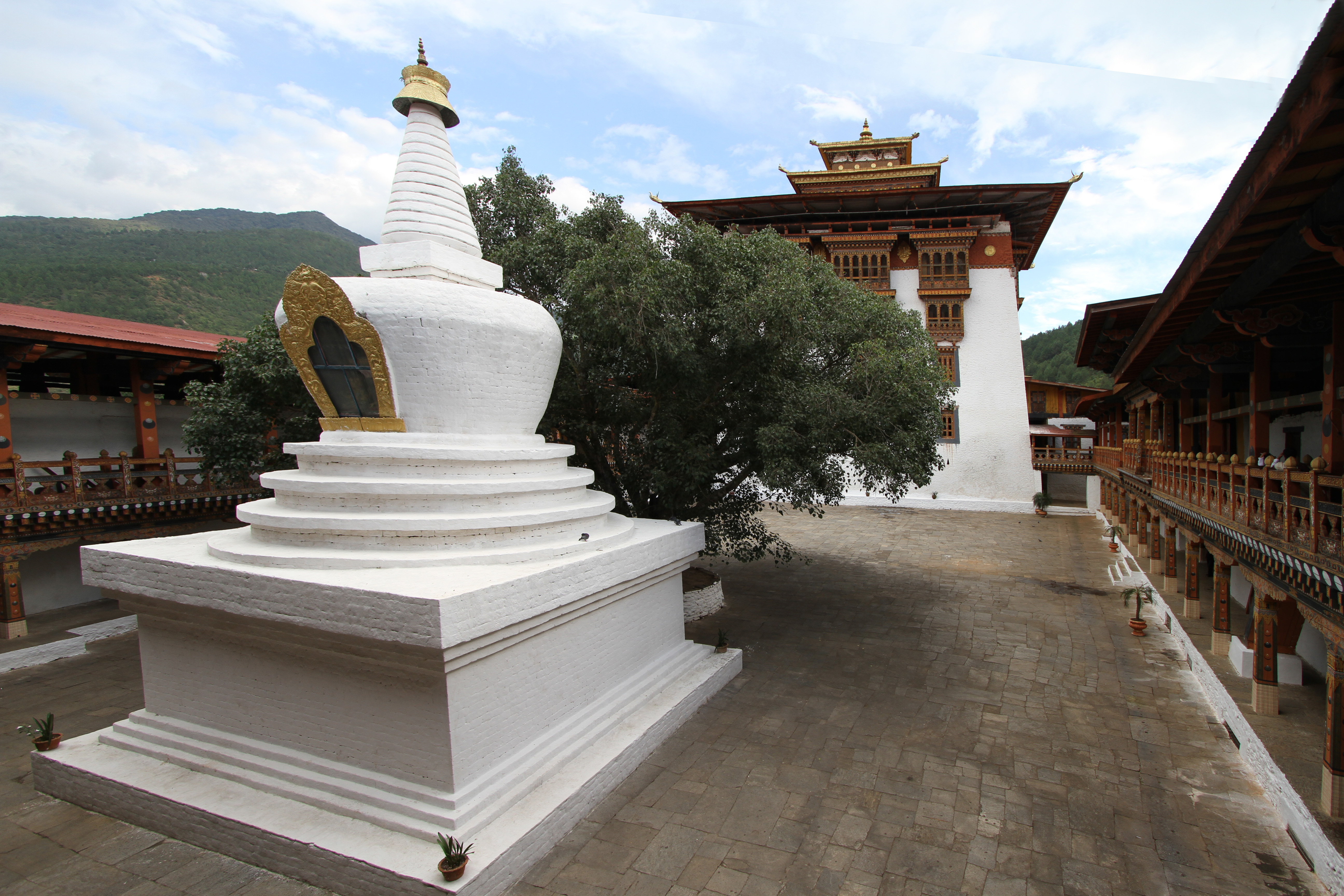
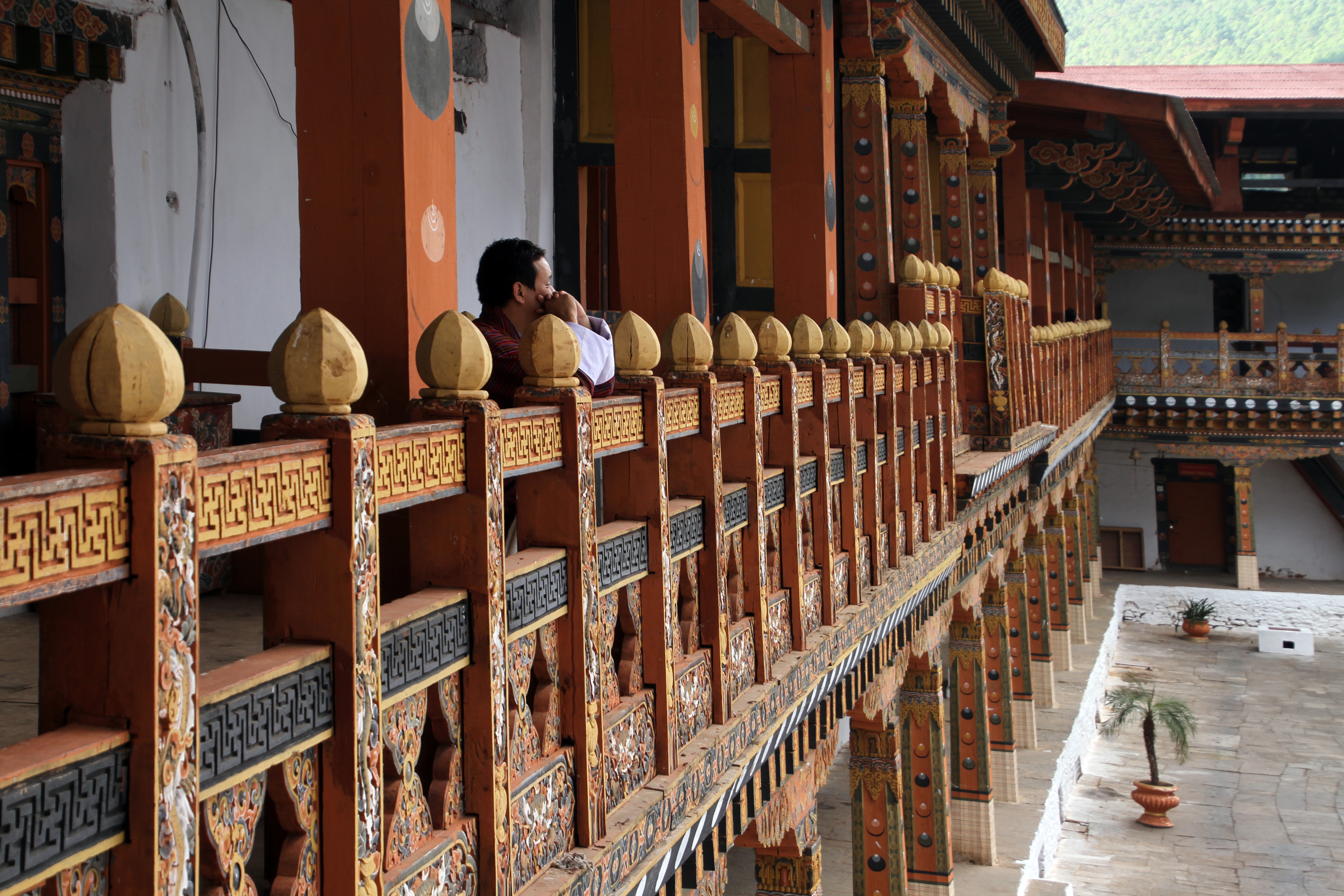
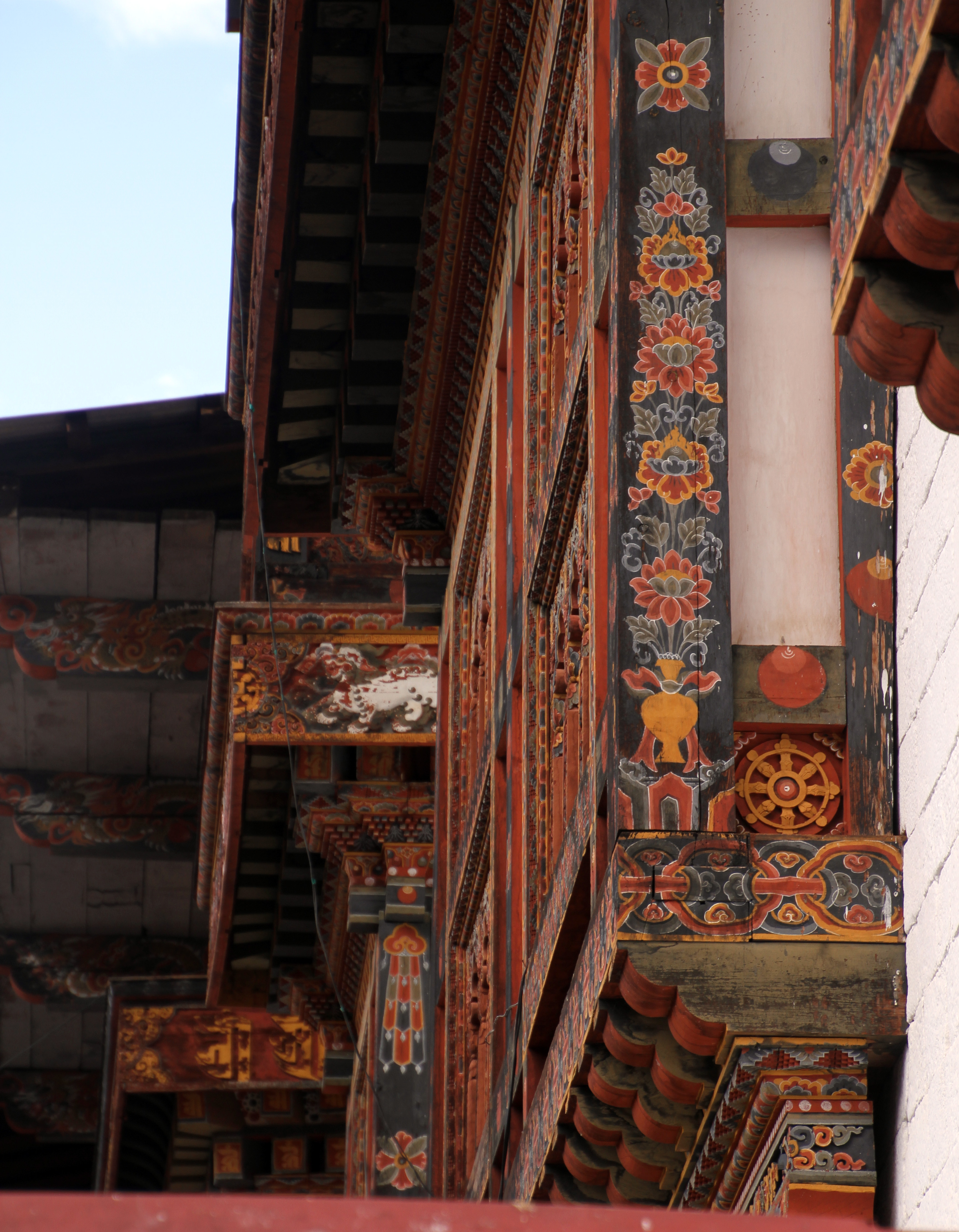
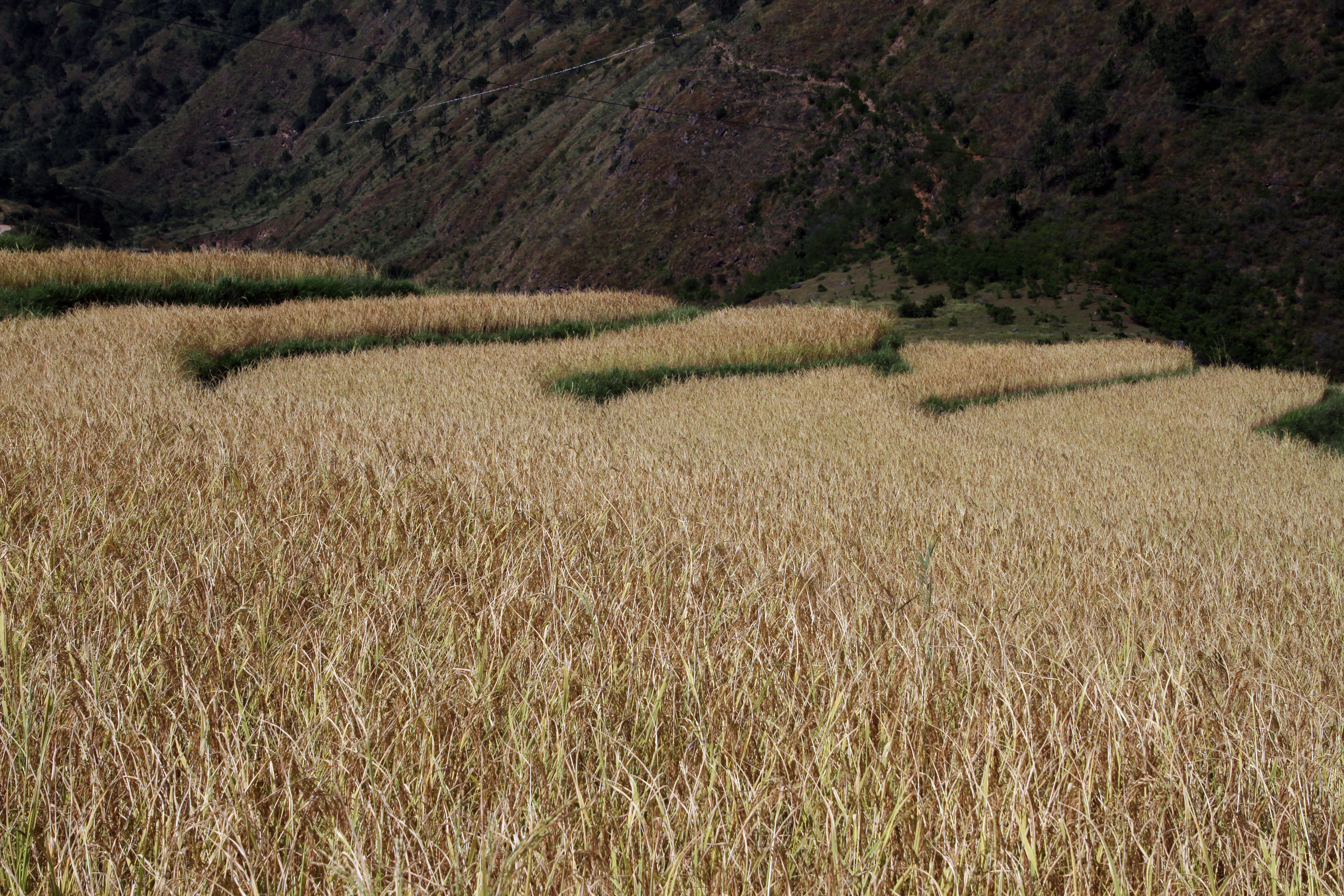
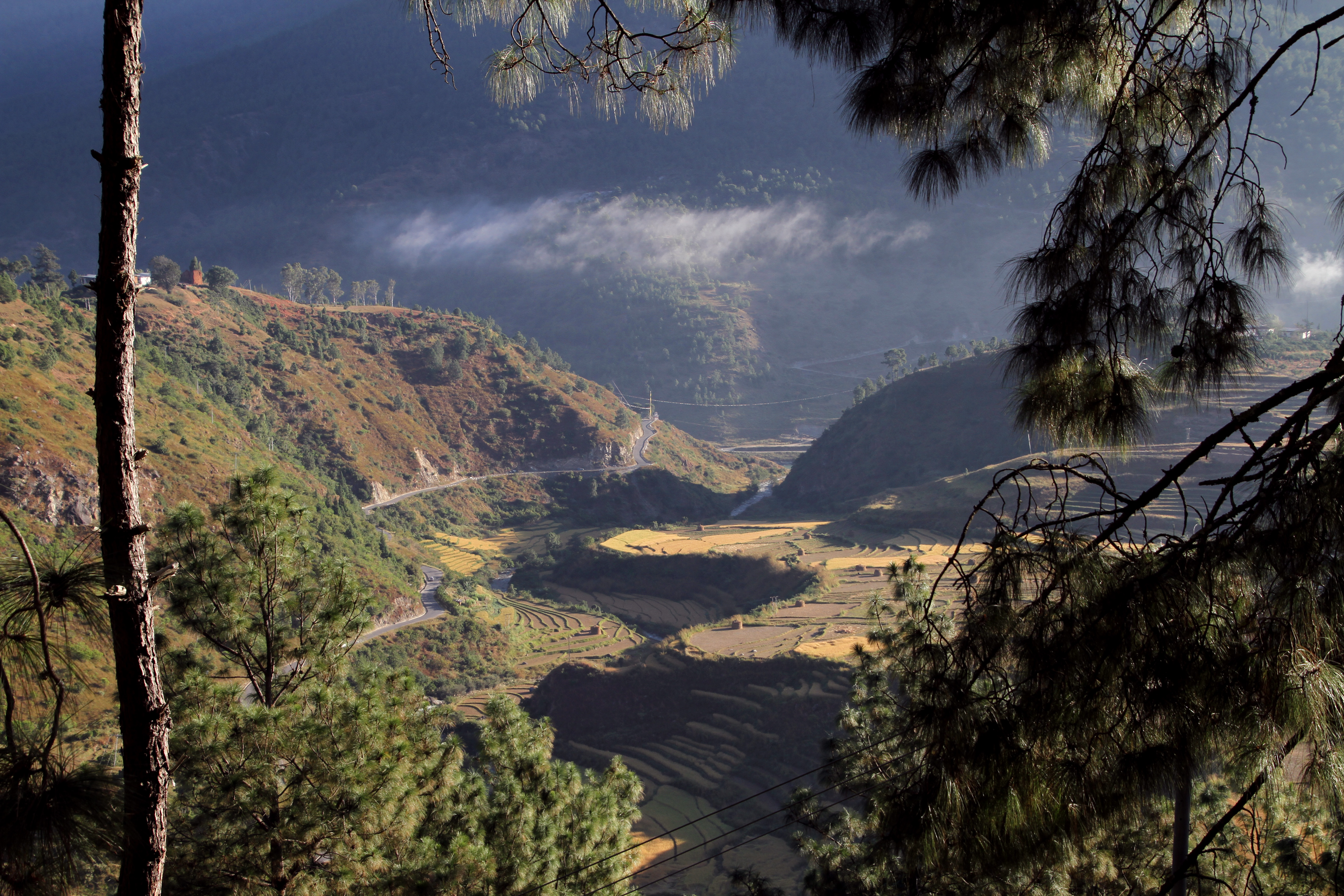
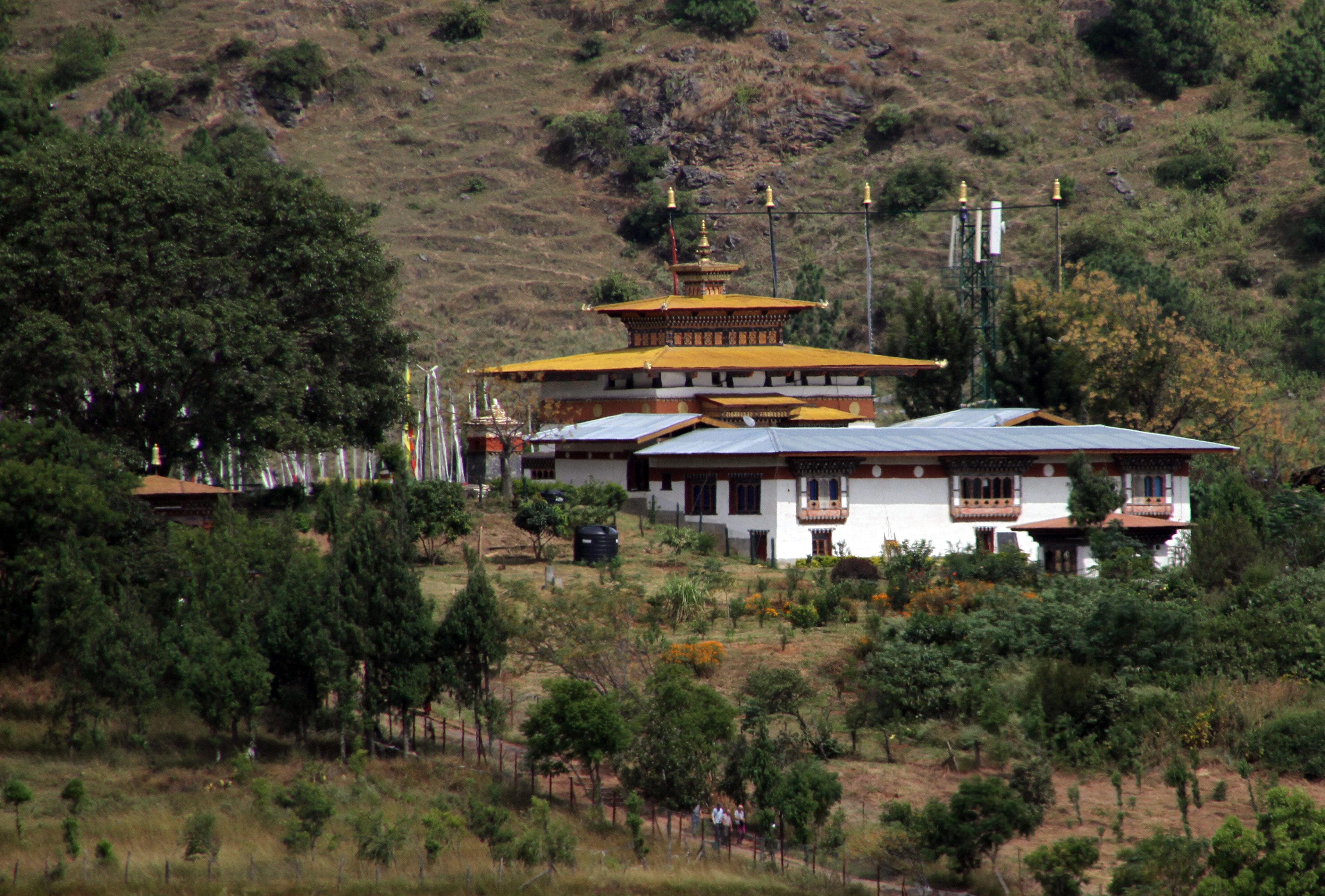

## 같이 보기
- 종카그